# Eurythyrea eao
Eurythyrea eao es una especie de escarabajo del género Eurythyrea, familia Buprestidae. Fue descrita científicamente por Semenov en 1895.